# Josep Goday

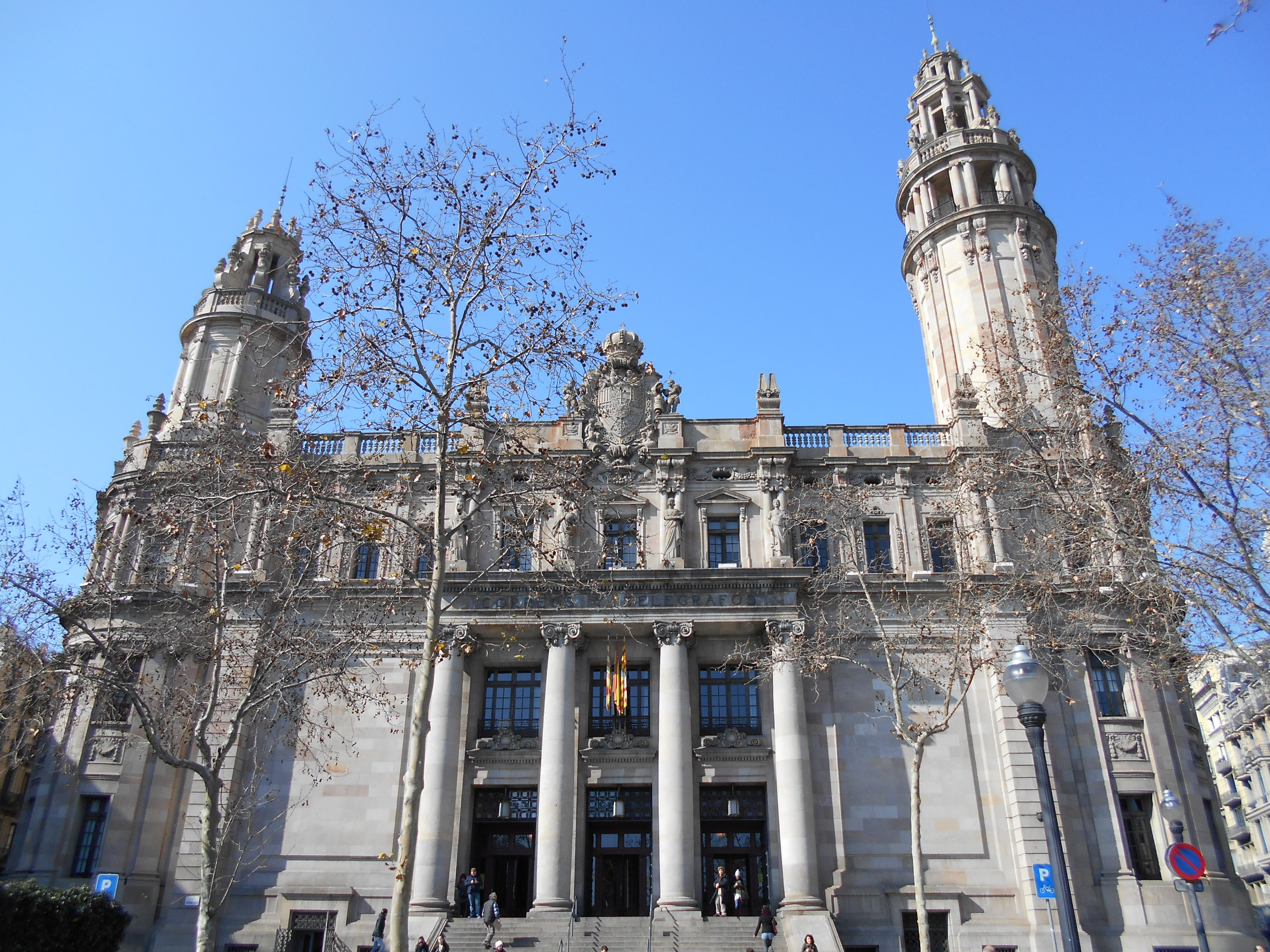
Edificio de Correos y Telégrafos de Barcelona (1914-1927), de Josep Goday y Jaume Torres i Grau

Josep Goday i Casals (Mataró, 1882-Barcelona, 1936) fue un arquitecto e historiador del arte español, adscrito al novecentismo. 

## Biografía
Licenciado por la Escuela Técnica Superior de Arquitectura de Barcelona en 1905, en 1909 diseñó junto a su maestro, Josep Puig i Cadafalch, la iglesia neogótica del Corazón de María en Buenos Aires.
En 1907 participó en la Misión arqueológico-jurídica a la raya de Aragón, organizada por el Instituto de Estudios Catalanes. Iba acompañado por Josep Puig i Cadafalch, José Gudiol, Guillem Maria Brocà y Adolf Mas. Proyectó las casas de los Barquets y Girbau en Sant Feliu de Guíxols (1910). En 1912 trabajó en la sección de Arte Moderno de los museos de Barcelona. En colaboración con Jaume Torres i Grau presentó el proyecto, de carácter historicista, ganador del concurso para el edificio de Correos de Barcelona, que no ejecutaría hasta 1927. Ejerció los cargos de arquitecto municipal de Barcelona y arquitecto jefe de la Comisión de Cultura. 
Entre 1917 y 1923 edificó los grupos escolares de Baixeras, Luis Vives, Pere Vila, Ramon Llull, Milà i Fontanals y Lluïsa Cura, en Barcelona, en los que se perciben influencias del historicismo de Puig i Cadafalch, de quien fue profesor ayudante en su cátedra de Historia del Arte. En 1919 llevó a cabo la restauración de la Casa de l'Ardiaca en Barcelona y, en 1924, amplió el edificio de la Maternidad. En 1929 diseñó el proyecto del Pabellón de la Ciudad en la Exposición Internacional de Barcelona de 1929. Entre sus últimas realizaciones destaca el grupo escolar Collaso y Gil, erigido en 1932. En colaboración con Puig i Cadafalch y con Antoni de Falguera publicó L'arquitectura romànica a Catalunya (1909-1919).
Goday fue exponente de la llamada corriente «neobrunelleschiana» del novecentismo catalán, inspirada en la arquitectura renacentista florentina y, especialmente, en Brunelleschi, junto a Nicolás María Rubió Tudurí. En sus obras recuperó formas clásicas como frontones y pilastras, combinadas con un recurso barroco como es la técnica del esgrafiado, como queda patente en obras como el edificio de Correos y Telégrafos (1914-1927), de un estilo clásico abarrocado de gran monumentalidad.
En Calviá (Mallorca) fue el diseñador de la ciudad jardín Palmanova, uno de los principales destinos turísticos de la isla.
Colaboró a menudo con el pintor y decorador Francesc Canyelles i Balagueró, con quien emprendió un viaje de estudios por Europa en 1912, siendo autor de los elementos decorativos de muchas obras de Goday, como los Grupos Escolares, el edificio de Correos, la Maternidad o la restauración de la Casa de l'Ardiaca.